# 馬田·卡沙利斯
荷西·馬田·卡沙利斯·施華（西班牙語：José Martín Cáceres Silva，1987年4月7日—），烏拉圭足球運動員，司職中堅，也可擔任左閘及右閘。現效力於美職球隊洛杉磯銀河、烏拉圭國家足球隊。

## 球員生涯

### 早年
卡沙利斯出身於烏拉圭球會防卫者体育，很年輕已獲機會升上一隊，共代表球會上陣26場，進4球。

### 維拉利爾，外借至維爾瓦
2007年2月，卡沙利斯獲西班牙的維拉利爾足球會看中，以100萬歐元轉會費收購，簽下5年合約。加盟後卡沙利斯隨即被租借至另一家西甲球會維爾瓦。2008年1月9日，卡沙利斯在西班牙國王盃對維拉利爾的比賽中進球，把有他擁有權的維拉利爾以1-0擊敗。

### 巴塞隆拿
卡沙利斯在2008年6月4日加盟豪門球會巴塞隆拿，轉會費1650萬歐元，並且有5000萬歐元的買斷合約條款至2012年。加盟後，卡沙利斯並未能踢上主力，只能成為第四中堅。在2009年歐洲聯賽冠軍盃決賽，卡沙利斯只能擔任後備，未有出場的機會。

### 祖雲達斯
於09年8月6日被外借至意甲球會祖雲達斯，為期一季，並擁有優先購買權。2009年9月12日，卡沙利斯在聯賽對陣拉素的賽事中首次為球隊上陣，並取得一個入球。

## 逸事
在比賽中幾乎每度出場都穿著超長的且一般被視為性感的过膝球襪，故被球迷們稱為“絲襪男”，中國球迷普遍稱其為“蕾絲”，亦與此有関。

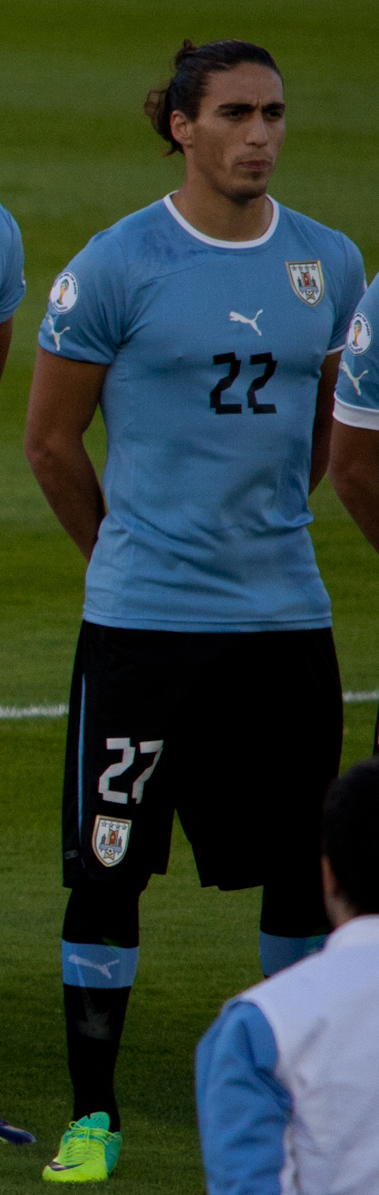
馬丁·卡塞雷斯的過膝球襪

## 國際賽
卡沙利斯代表烏拉圭20歲以下國家隊參加2007年世界青年足球錦標賽，該隊曾贏得2007年南美青年足球錦標賽季軍。早於2007年便已成為大國腳，在國家隊主要擔任中堅及左閘。

## 榮譽
巴塞隆拿：
- 西甲联赛冠军：2008-09赛季
- 西班牙國王杯冠军：2008-2009赛季
- 欧洲冠军联赛冠军：2008-09赛季

## 職業數據
參閱自2010年3月15日。
| 球會             | 球季      | 聯賽 | 聯賽 | 盃賽 | 盃賽 | 歐洲賽 | 歐洲賽 | 總計 | 總計 |
| 球會             | 球季      | 上陣 | 進球 | 上陣 | 進球 | 上陣   | 進球   | 上陣 | 進球 |
| ---------------- | --------- | ---- | ---- | ---- | ---- | ------ | ------ | ---- | ---- |
| 乌拉圭德芬索体育 | 2006-2007 | 26   | 4    | 0    | 0    | 0      | 0      | 26   | 4    |
| 維拉利爾         | 2006-2007 | 0    | 0    | 0    | 0    | 0      | 0      | 0    | 0    |
| 維爾瓦 (外借)    | 2006-2007 | 34   | 2    |      |      |        |        | 34   | 2    |
| 巴塞隆拿         | 2008-2009 | 13   | 0    | 7    | 0    | 3      | 0      | 23   | 0    |
| 祖雲達斯 (外借)  | 2009-2010 | 13   | 1    | 1    | 0    | 5      | 0      | 19   | 1    |
| 歷年總計         | 歷年總計  | 86   | 6    | 8    | 0    | 8      | 0      | 102  | 6    |

## 外部連結
- Soccerway資料庫：馬田·卡沙利斯
- 巴塞隆拿官方 卡沙利斯檔案
- 祖雲達斯官方 卡沙利斯檔案